# Tripteroides floridensis
Tripteroides floridensis är en tvåvingeart som beskrevs av John Nicholas Belkin 1950. Tripteroides floridensis ingår i släktet Tripteroides och familjen stickmyggor. Inga underarter finns listade i Catalogue of Life.